# ملین شوارتس
ملین شوارتس (دانمارکی: Malene Schwartz؛ زادهٔ ۱۰ اوت ۱۹۳۶) بازیگر اهل دانمارک است.
از فیلم‌ها یا برنامه‌های تلویزیونی که وی در آن نقش داشته‌است، می‌توان به بازسازی، شعله و لیمو و قصر اشاره کرد.